# San Francisco (cocktail)
Pour les articles homonymes, voir San Francisco (homonymie).
 (novembre 2020).
À ne pas confondre avec le cocktail servi à l'Hôtel Café Royal (en), le San Francisco
Le San Francisco est un cocktail fruité à base de vodka et de triple sec, servi dans plusieurs bars à travers le monde.

## Histoire
Aujourd'hui disponible dans beaucoup de pays, son origine est inconnue, mais n'est certainement pas de la ville américaine de San Francisco.

## Ingrédients
- 2 de mesure de vodka.
- 1/2 de mesure de triple sec.
- 1/2 de mesure de Giffard Banane du Brésil (facultatif)
- 1½ de mesure de jus d'orange.
- 1½ de mesure de jus d'ananas.
- 1/4 de mesure de sirop de grenadine.

## Recette
Mélanger au shaker tous les ingrédients avec des glaçons, puis filtrer et servir frais dans un verre Collins. Servir avec une tranche d'ananas. 